# Ráckeve

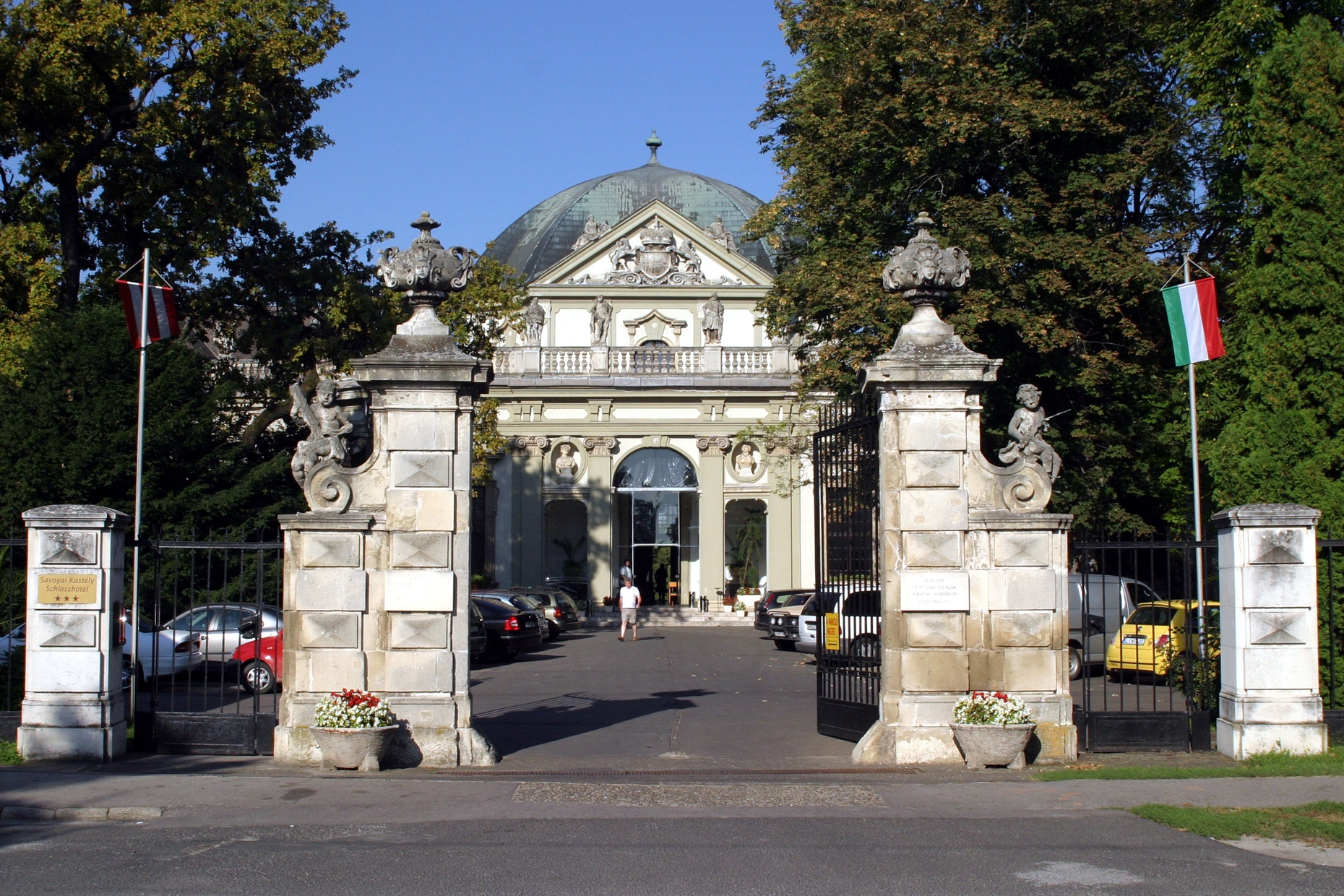
Det kulturskyddade Savoyslottet.

Ráckeve är en mindre stad i Ungern.